# Magas de Macedonia
Magas (en griego antiguo: Mάγας) fue un noble macedonio que vivió en el siglo IV a. C. Su origen es desconocido. Presumiblemente, según uno de los epigramas de Posidipo, procedía de la región de Eordia.
Magas se casó con la noble Antígona de Macedonia, hija de Casandro y sobrina del poderoso regente Antípatro, uno de los jefes militares más cercanos a Filipo II.  Su matrimonio con Antígona revela que Magas era un noble de cierto estatus social e influencia, pues se casó con una pariente cercana del poderoso regente y su esposa era una pariente lejana de la dinastía argéada. Tras casarse con Antígona, Magas se estableció en Eordia. Antígona le dio a Magas una hija, su única descendiente conocida, Berenice I. Más tarde se convirtió en la esposa del rey Ptolomeo I de Egipto, Berenice I.. D. Granger señala que, a pesar de su edad, Magas no participó en la campaña oriental de Alejandro Magno.
Berenice del primer matrimonio con Filipo tuvo un hijo, al que llamaron en honor del abuelo Magas. Posteriormente Berenice intentó presentar a Berenice como hermanastra de Ptolomeo, hija de Lagos de otra esposa. De este modo, los Ptolomeos aspiraban a corroborar la tradición de los matrimonios estrechamente emparentados entre hermanos y hermanas fijados en su género, habiéndola elevado al fundador de una dinastía.. Esta opinión sobre la identidad de Magas y Lagos aparece en uno de los eescolios al Idilio XVII de Teócrito, pero no es reconocida por los historiadores modernos[6..